# Nouvelle Cuisine (film)
Pour les articles homonymes, voir Nouvelle cuisine (homonymie).
Pour plus de détails, voir Fiche technique et Distribution.
Nouvelle Cuisine (餃子, Gau ji) est un film hongkongais réalisé par Fruit Chan, sorti le 19 août 2004.

## Synopsis
Ching Li, une star riche d'une quarantaine d'années, a grande envie de ranimer la passion de son mari, qui la trompe. Pour restaurer son apparence, elle trouve l'aide de Tante Mei, une cuisinière de l'endroit. Mei fait cuire quelques-uns de ses raviolis spéciaux, à base de fœtus humains, qu'elle prétend souverains pour faire rajeunir. Par la suite, Ching Li vient fréquemment chez Tante Mei pour en manger...
Les effets rajeunissants des raviolis sont trop lents au goût de Ching Li, qui réclame à Tante Mei quelque chose de plus puissant. Un jour, Tante Mei, ancienne avorteuse professionnelle, exécute un avortement clandestin sur une collégienne enceinte de cinq mois et violée par son père. Mei cuisine le fœtus dans des raviolis qu'elle sert à Ching Li, ce qui produit un effet immédiat sur sa libido. Mais au hasard d'une conversation entre Mei et son épouse, M. Li apprend que cette dernière a mangé des raviolis à base de fœtus humains. Il rend visite à Tante Mei, en cherchant à savoir si ces raviolis permettent vraiment un rajeunissement physique. M. Li mange quelques raviolis et fait l'amour avec Mei avant de découvrir, grâce à une photo accrochée au mur, qu'elle est âgée de 64 ans mais avec le corps d'une personne gracile de 35 ans. Elle attribue son apparence à son cannibalisme.
Peu après, Ching Li découvre que son mari, qui ne peut pas avoir d'enfant avec elle parce qu'elle est stérile, a engrossé sa masseuse. Ching Li convainc la jeune femme de se faire avorter et lui achète le fœtus âgé de cinq mois. Ching Li entreprend ensuite de cuisiner elle-même le fœtus et l'on peut supposer qu'elle ne va pas en rester là.

## Fiche technique
- Titre : Nouvelle Cuisine
- Titre original : 餃子 (Gau ji)
- Titre anglais : Dumplings
- Réalisation : Fruit Chan
- Scénario : Fruit Chan et Lilian Lee
- Production : Peter Chan et Eric Tsang
- Musique : Chan Kwong-wing
- Photographie : Christopher Doyle
- Montage : Fruit Chan, Chan Ki-hop et Tin Sam-fat
- Décors : Yee Chung-man
- Costumes : Ng Dora
- Pays d'origine : Hong Kong
- Format : Couleurs - 1,85:1 - Dolby Digital - 35 mm
- Genre : Drame et horreur
- Durée : 91 minutes
- Dates de sortie :
  -  Hong Kong : 19 août 2004
  -  France : 1er février 2006
- Interdit aux moins de 16 ans

## Distribution
- Miriam Yeung : Ching Li
- Bai Ling : Tante Mei
- Tony Leung Ka-fai : M. Li
- Pauline Lau : Masseuse
- Miki Yeung : Kate

## Autour du film
- Il s'agit de la version longue du segment homonyme sorti une première fois en France dans le triptyque Trois Extrêmes.

## Récompenses
- Prix du meilleur second rôle féminin (Bai Ling) et nomination au prix du meilleur réalisateur (Fruit Chan), meilleur montage (Tin Sam-fat et Chan Ki-hop) et meilleurs costumes et maquillages (Yee Chung-man et Pater Wong), lors du Golden Horse Film Festival 2004.
- Prix du meilleur second rôle féminin (Bai Ling) et nomination au prix du meilleur second rôle masculin (Tony Leung Ka-fai), meilleur scénario (Lilian Lee), meilleure photographie (Christopher Doyle) et meilleure direction artistique (Yee Chung-man et Pater Wong), lors des Hong Kong Film Awards 2005.
- Prix du film du mérite lors des Hong Kong Film Critics Society Awards 2005.